# Günter Benndorf
Günter Benndorf (* 11. Oktober 1925 in Pößneck; † 6. November 1992 in Bayreuth) war ein deutscher Sänger (Tenor).

## Leben
Benndorf ließ sich zunächst zum Feinoptiker ausbilden. Im Zweiten Weltkrieg geriet er in Kriegsgefangenschaft und fand zum Gesang. Danach absolvierte er ein Gesangsstudium bei Kurt Wichmann an der Hochschule für Musik Franz Liszt Weimar.
1952 debütierte er als Turiddu in Mascagnis Cavalleria rusticana am Greizer Theater. In der Folge trat er in Bernburg und Rudolstadt auf. 1956 ging er an das Theater Magdeburg. Von 1959 bis 1964 war er am Mecklenburgischen Staatstheater Schwerin engagiert. 1964 wechselte er an die Staatsoper Dresden.
Von 1967 bis 1984 war er am Theater Karl-Marx-Stadt (Chemnitz) tätig. Er entwickelte sich vom lyrischen Tenor zu einem gefragten Wagner- und Heldentenor, der Gastspiele und Konzertreisen wahrnahm. Benndorf sang verschiedene Partien von Wagner und Verdi (u. a. Simon Boccanegra (Gabriele Adorno), La forza del destino (Alvaro)), außerdem Fidelio (Florestan), Der Freischütz (Max), Enoch Arden (Klas), Ariadne auf Naxos (Bacchus), Tosca (Cavaradossi) und Mathis der Maler (General Albrecht) sowie Die Verurteilung des Lukullus (Lukullus) als letzte Rolle.

## Diskographie
- Ottmar Gerster: Enoch Arden – Ausschnitte mit dem Rundfunkchor Leipzig und dem Rundfunk-Sinfonieorchester Leipzig unter Kurt Masur (Eterna 1967)